# 瓦西列·帕蒂利内茨
瓦西列·帕蒂利内茨（羅馬尼亞語：Vasile Patilineţ；1923年12月21日—1986年10月9日），共青团派，罗马尼亚共产党中央政治执行委员会候补委员、中央书记处书记，罗马尼亚国防委员会委员。他与主管组织工作的维尔吉尔·特罗芬、主管宣传工作的扬·伊利埃斯库一起被视作“齐奥塞斯库的左膀右臂”。

## 生平
1923年，出生于罗马尼亚王国特兰西瓦尼亚胡内多阿拉县的卢佩尼市。1940年，在建筑工地当机械技工，加入罗马尼亚共产主义青年联盟。1945年，入党，任阿尔巴州党委教导员、秘书。1946年，在胡内多阿拉州克里什乔尔乡党委工作，负责宣传鼓动事务。1949年，任胡内多阿拉州党委组织部长。
1951年，任阿拉德州党委书记、塞维林州党委组织书记。1952年，任蒂米什瓦拉州党委第一书记。1955年，为中央委员会委员。1956年，任罗马尼亚工人党中央组织部副部长。1965年，为中央委员会书记处书记，负责监督武装部队部、内务部、国家安全委员会。与维尔吉尔·特罗芬为在乔治乌-德治领导期间处决的前总书记斯特凡·福里什和前领导人卢克雷奇·帕特拉什卡努平反。1969年，任罗马尼亚社会主义共和国国防委员会委员。
1969年，为罗共中央政治执行委员会候补委员、中央书记处书记。1972年，任第五届毛雷尔政府林业加工和建筑材料部长。1974年，任第一届曼内斯库政府林业加工和建筑材料部长。1975年，任第二届曼内斯库政府林业加工和建筑材料部长。1977年，任第二届曼内斯库政府矿业、石油和地质部长。1979年，任第一届维尔德茨政府矿业、石油和地质部长。12月被解除政府职务。1980年，任罗马尼亚社会主义共和国驻土耳其共和国特命全权大使。1986年，因车祸在土耳其首都安卡拉去世。